# Viñedo de Chablis
El viñedo de Chablis se extiende por el municipio de Chablis, en el departamento de Yonne, Francia, dentro de la región vinícola de Borgoña. Se extiende sobre la ladera de cerca de 27 municipios rodeando el río Serein sobre 20 km de longitud y 15 km de ancho.

## Historia
Los orígenes conocidos de Chablis se remontan al siglo II a. C., época en la que existía una villa gala a la entrada de lo que es la localidad actual. Las primeras vides fueron posiblemente plantadas en el siglo I a. C. pero realmente se empezaron a desarrollar a partir del siglo III, con el impulso que le dio el emperador Probo (276-282).

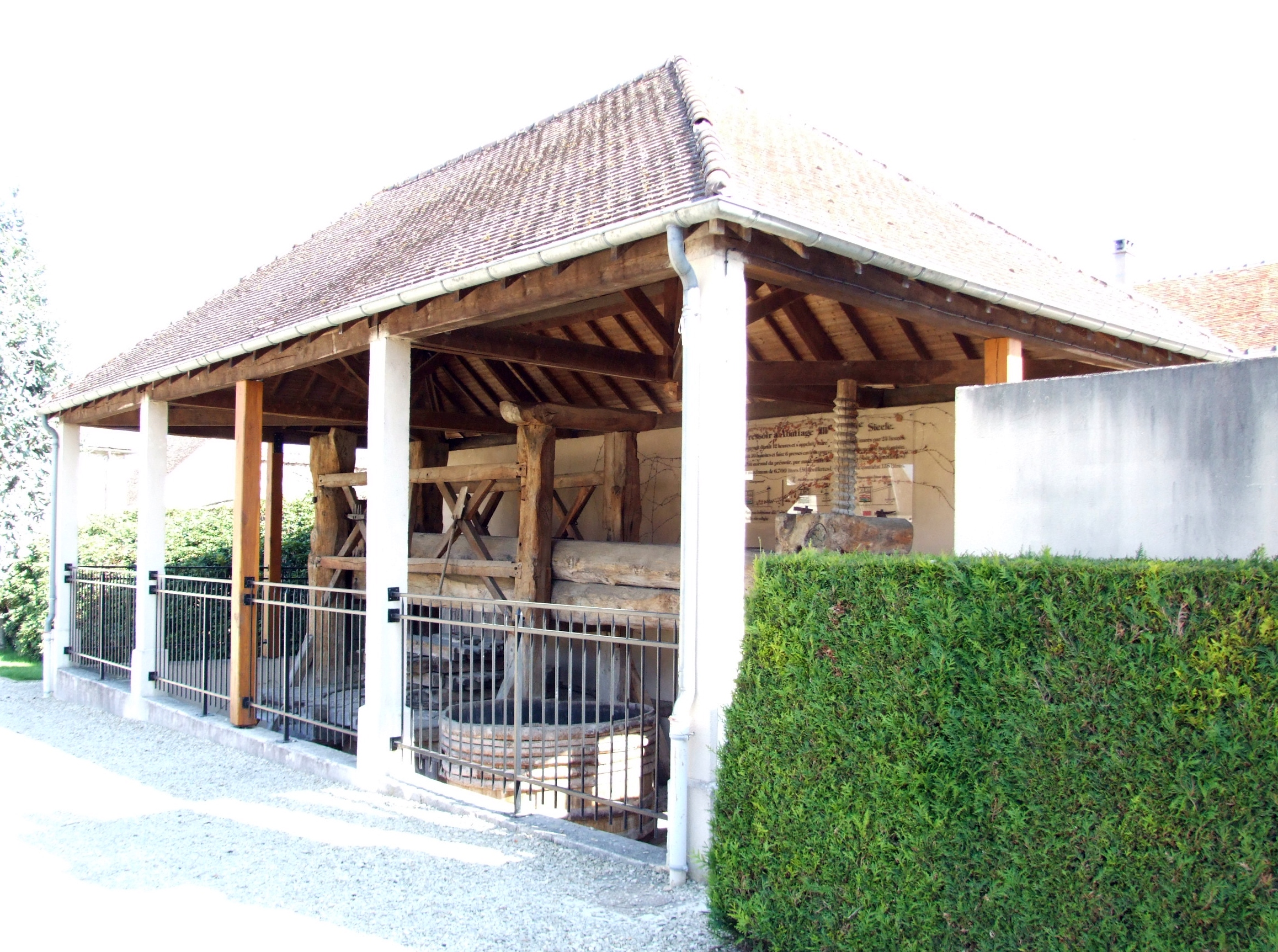
Petit Pontigny, prensa, en Chablis (Yonne).

En 854, los monjes de Tours, huyendo de la invasión de los vikingos, se refugiaron en la abadía de Saint-Germain d'Auxerre con las reliquias de su «patron», San Martín. En 867, el rey Carlos II llamado el Calvo, hijo pequeño de Luis el Piadoso, donó a los monjes de Tours el burgo de Chablis y el monasterio de Saint-Loup, donde vendrán a diez años más tarde albergar las reliquias de San Martín. Ellos desarrollaron la vid sobre las laderas frente a Serein, corazón histórico del viñedo de Chablis y sitio actual de los Grands Crus. 
En 1118, los monjes de Pontigny celebraron un acuerdo con los de Saint-Martin de Tours, dándoles el derecho de explotar 36 fanegas de vides alrededor de Chablis (o sea, alrededor de 22 hectáreas). Para vinificar y almacenar su vino, hicieron construir en Chablis el "Petit Pontigny", cuyo almacén existe aún, y que actualmente alberga numerosas manifestaciones de viñadores y es la sede del Bureau Interprofesional de los Vinos de Borgoña en Chablis. Desde el siglo XIII, los vinos de Chablis conocen una feliz expansión, tanto geográfica como comercial, y participan en el enriquecimiento general de la ciudad de la cual fue durante mucho tiempo la principal fuente de ingresos. Es en 1230 cuando apareció la primera norma respecto a la vid, referida a la fecha de comienzo de la vendimia.
En 1328, cuatrocientos cincuenta propietarios cultivan 500 hectáreas de vid. Transportados por vía terrestre hasta Auxerre, los vinos seguían el curso del Yonne, alcanzando París y finalmente Ruan para ser reexportados hacia los países nórdicos. "Blanco como agua de roca", "de larga conservación", adquieren bien rápidamente un estatuto aparte en el paisaje francés. 
Durante la Revolución, las mejores parcelas de vid, que hasta entonces eran pertenecientes al clero, se pusieron a la venta y se volvieron así accesibles a todos los viticultores. En 1850, con 38.000 hectáreas de vides y un millón de hectolitros produce anualmente, Yonne era el departamento más vitícola de Francia. En 1887, la filoxera alcanzó el departamento. Se destruyó el viñedo por completo. La reconstrucción se inició diez años más tarde con esquejes norteamericanos, pero la reconstrucción fue lenta y difícil. De 1914 a 1918, numerosos jóvenes viticultores murieron durante la Gran Guerra; durante este tiempo, fueron las esposas y las madres las que se ocuparon del viñedo. 
En 1919, se establecen acuerdos en torno a un cierto número de crus que siglos de observación habían destacado: Vaudésir, Grenouilles, Valmur, Les Clos y Blanchot. En 1938, Les Preuses y Bougros se agruparon y la denominación «Chablis Grand Cru», con sus siete pagos (climats), toman su forma definitiva. Se definen las AOC: Chablis y Chablis Grands Crus. El 15 de junio de 1940, el pueblo fue bombardeado por la aviación alemana, destruyéndose gran parte de la antigua ciudad. En 1943, un decreto fijó las modalidades del AOC Petit Chablis. En 1945 el viñedo abarcaba 470 hectáreas, llegando a 750 en 1970. Solo a principios de los años sesenta, la producción de vinos de Chablis recuperó realmente su desarrollo gracias a la mecanización y la instauración de sistemas de lucha contra la helada (otro problema para las vides en la región). La superficie actualmente en producción es de 4.753 hectáreas.

## Superficie de producción
El viñedo se extiendo sobre 4.753 hectáreas.

El INAO distingue 5 denominaciones de origen (AOC):
- El Saint Bris se utiliza exclusivamente el sauvignon blanc.
- El Petit Chablis recogido principalmente en las mesetas (superficie de producción, 730 ha).
- El Chablis recogido sobre las laderas expuestas al norte y al este y sobre las mesetas (superficie de producción, 3.156 ha).
- Los Chablis Premiers Crus se recogen sobre las mesetas expuestas al sur y al oeste (superficie de producción, 767 ha).
- Los Chablis Grands Crus se recogen exclusivamente en Chablis y en Fyé, sobre las laderas de la ribera derecha del (superficie de producción, 100 ha).

## Vinificación
El chablis se vinifica exclusivamente como vino blanco.

## Variedades viníferas
Solo está autorizada la chardonnay y el sauvignon blanc
.

## Lista de los pagos clasificados como Premier cru
Son 79 pagos (llamados climats), siendo los principales los siguientes:
- Les Beauregards
- Beauroy (Troesmes y Côte de Savant pueden igualmente llamarse Beauroy)
- Berdiot
- Chaume de Talvat
- Côte de Cuissy
- Côte de Jouan
- Côte de Léchet
- Côte de Vaubarousse
- Fourchaume (Vaupulent, Côte de Fontenay, L’Homme Mort y Vaulorent pueden igualmente optar por el nombre de cru Fourchaume)
- Les Fourneaux (Morein y Côte des Prés Girots que pueden optar por Les Fourneaux)
- Mont de Milieu
- Montée de Tonnerre (Chapelot, Pied d’Aloup y Côte de Bréchain pueden igualmente llamarse Montée de Tonnerre)
- Montmains (Forêt y Butteaux pueden elegir el nombre de Montmains)
- Vaillons (Châtains, Sécher, Beugnons, Les Lys, Mélinots, Roncières y Les Epinottes pueden igualmente optar por el nombre de Vaillons)
- Vau de Vey (Vaux Ragons puede optar por Vau de Vey)
- Vau Ligneau
- Vaucoupin
- Vosgros (Vaugiraut puede llamarse Vosgros)

El rendimiento de los Chablis Premiers Crus se limita a 58 hectolitros por hectárea.

## Lista de los pagos clasificados como Grand cru
Son siete: 
- Les Clos
- Vaudésirs
- Valmur
- Blanchots
- Bougros
- Preuses
- Grenouilles
- Moutonne (reconocido por el INAO pero no por un decreto AOC, Moutonne está considerado como el 8.º Grand Cru. Las viñas de la Moutonne se sitúan a 95 % sobre la denominación Vaudésirs y en un 5 % sobre la denominación Preuses). Monopolio de Château Long-Depaquit, la Moutonne se comercializa con la apelación Chablis Grand Cru.

El rendimiento de los Chablis Grands Crus se limita a 54 hectolitros por hectárea.